# Fetih I. Geraj
Fetih I. Geraj (turško I. Fetih Giray) je leta 1596–1597 zelo malo časa vladal kot kan tatarskega Krimskega kanata, * okoli 1558, † 1597. 
Leta 1596 je prekinil vladavino svojega starejšega brata Gazija II. Geraja. Bil je eden izmed mnogo sinov Devleta I. Geraja. Njegov vnuk naj bi bil kan Adil Geraj (vladal 1666–1671). 
Ko je Gazi II. leta 1588 postal kan, je bil Fetih imenovan za kalgo. Leta 1592 je vodil zelo uspešen napad južno od reke Oke. 

## Vojna z Ogrsko
Med dolgo turško vojno se je Gazi leta 1594–1595 boril na Balkanu v službi Osmanskega cesarstva. Kaj natančno je počel v tem času, ni znano. 
Leta 1596 sta se Gazi in Fetih odpravila na nov pohod na Ogrsko. Gazi je razdelil svoje sile in ostal v Vlaški, da bi se spopadel z uporniki, in poslal Fetiha z 20.000 možmi na Ogrsko, kjer se je prvič srečal s sultanom Muratom III. Fetih je šel leta 1596 z Muratom  oblegat Eger na severovzhodnem Ogrskem. Po zavzetju mesta je oktobra 1596 habsburška vojska prodrla skoraj do sultanovega šotora, potem pa sta jo iz zaledja  napadla  Fetih in Džigalazade Jusuf Sinan paša. Sledila je bitka, v kateri so bili  Avstrijci poraženi. Džigalazade je bil za zmago nagrajen s položajem velikega vezirja, Fetih pa s položajem krimskega kana namesto Gazija II.

## Vladanje in smrt
Gazijeva odstavitev je imela več vzrokov. Njegov prijatelj in zaščitnik sultan Murat III. je januarja 1595 umrl. Ko je sultan sklenil pretvoriti uporni kneževini Moldavijo in Vlaško v osmanski provinci, je Gazi poskušal na položaja guvernejev postaviti svoje sorodnike. Džigalazade je v predlogu videl nevarno širjenje moči Krimskega kanata. Zdi se tudi, da je bil  Džigalazade osebno sovražen do Gazija vse od leta 1585, ko sta se oba bojevala s Perzijci. 
Fetih je sprva protestiral ali se pretvarjal, da protestira. Ko je Gazi izvedel za svojo odstavitev, se je vrnil na Krim in začel spletkariti z vsemi sosednjimi silami - Poljaki, Avstrijci, Moldavci, Vlahi in Zaporoškimi kozaki. Sultanu je poslal protestno pismo.
Velikega vezirja je po 45 dneh zamenjal Damat Ibrahim paša, ki je predlagal, da se Gazi vrne na prejšnji položaj.  Sultan se je bal notranjih nemirov na Krimu, ker je potreboval vojake na Ogrskem. Odločil se je, da bo podprl tistega, ki ima podporo več vojakov. Na Krim je poslal Gazijevega prijatelja Handan Ago, ki je na zvijačen način dosegel, da se je Gazi vrnil na položaj kana.  
Sultan je Fetiha povabil v Istanbul.  Fetih, ki  je izvedel ali slutil, da ga namerava sultan usmrtiti, je nekje v prvi polovici leta 1597 pobegnil k svojemu čerkeškemu tastu. Govorilo se je, da bo odšel k Rusom, kot je storil njegov nečak Murat Geraj. 
Poleti 1597 je Gazi odvedel svoje čete v stepe severno od Krima, morda zato, da bi se spopadel z Zaporožci. Fetih je domneval, da začenja nov pohod na Ogrsko, in je vdrl na Krim, vendar se je Gazi vrnil in ga izgnal. Fetih se je odločil ukloniti in prositi Gazija za milost. Med klečanjem pred Gazijevim šotorom ga je eden od Masurjevih nirz ubil z udarcem bojne sekire po glavi. Baht Geraj, Fetihov kalga in sin Adila Geraja, ki so leta 1579 usmrtili Perzijci, je pobegnil, vendar so ga ujeli in usmrtili. Po tem je bila ubita cela Fetihova družina, vključno z njegovimi devetimi otroki. Nekateri so trdili, da Gazi ni izdal ukaza za njihovo usmrtitev, kar se zdi malo verjetno. 

## Vira
- Oleksa Gaivoronski. «Повелители двух материков». Kiev-Bakhchisarai, 2. izdaja, 2010.  ISBN 978-966-2260-02-1, vol. 1, str. 358–364.
- Türk, Ahmet (2000). »The Crimean Khanate Under the Reign of Ğazı II Giray«. Bilkent University Thesis. Bilkent University: 1–134, str. 47–55.

| Fetih I. Geraj Dinastija Geraj Rojen: okoli 1558 Umrl: 1597 |                                  |                           |
| Vladarski nazivi                                            |                                  |                           |
| Predhodnik: Gazi II. Geraj                                  | Kan Krimskega kanata 1596 – 1597 | Naslednik: Gazi II. Geraj |